# 棕榈石
棕榈石（Palm Rock）是在多孔混凝土表面覆盖了棕榈纤维层的重力式连锁型护坡砌块，具有绿化功能。主要应用于河道边坡以及道路边坡的边坡稳定处理，特别是对于经常受水流冲刷的河道水位变动区和受到暴雨冲刷的道路边坡部分。具有稳定植被、抗冲刷的特殊功能，可防止水土流失，及早实现边坡的植被恢复，提高边坡的稳定性。